# موریس فار اکارد تیو
موریس فار اکارد تیو (اسپانیایی: Maurice Far Eckhard Tió‎؛ زادهٔ ۲۶ ژوئیه ۱۹۸۳) دوچرخه‌سوار اهل اسپانیا است.
وی